# IC 2816
IC 2816 је спирална галаксија у сазвјежђу Лав која се налази на листи објеката дубоког неба у Индекс каталогу.
Деклинација објекта је + 10° 38' 11" а ректасцензија 11h 26m 18,3s. Привидна величина (магнитуда) објекта IC 2816 износи 15,0 а фотографска магнитуда 15,8.